# Aiden-Cooper
Aiden-Cooper – brytyjski konstruktor Formuły 1, założony przez Hugh Aidena-Jonesa i rywalizujący w trzech Grand Prix sezonu 1962 zmodyfikowanym Cooperem T59.

## Historia
Mechanik zespołu Anglo-American Equipe, Hugh Aiden-Jones, otrzymał w 1962 roku od właściciela tego zespołu – Louise'a Brydena-Browne'a, pozwolenie na stworzenie własnego samochodu. Jako podstawę do skonstruowania modelu Aiden-Jones wybrał napędzany silnikiem Climax FPF i stosujący pięciobiegową skrzynię biegów Cooper samochód Formuły Junior, Cooper T59. Cechami charakterystycznymi zmodyfikowanego przez Aidena-Jonesa modelu T59 był spiczasty nos oraz chłodnice w sekcjach bocznych – pierwsze takie rozwiązanie w Formule 1.
Samochód zadebiutował w eliminacjach niewliczanych do Mistrzostw Świata Formuły 1, a jego kierowcą był Ian Burgess. W Grand Prix Pau Burgees był wolniejszy w kwalifikacjach od Jima Clarka o prawie siedem sekund, a wyścig ukończył na ósmym miejscu ze stratą pięciu okrążeń do zwycięzcy. Jednakże w kwalifikacjach Burgess osiągnął identyczny rezultat co Jo Siffert (Lotus 21), okazał się także lepszy od Jo Schlessera (Cooper T51), Heinza Schillera (Porsche 718) i Maurice'a Cailleta (Cegga-Maserati).
Następnym wyścigiem, w którym brał udział Aiden-Cooper, była eliminacja BARC Aintree 200, w której Burgess startował z końca stawki, a w wyścigu przejechał mniej niż połowę dystansu i nie był klasyfikowany. Dwa tygodnie później Burgess w International Trophy zakwalifikował się i ukończył wyścig na ostatnim miejscu, z dziewięcioma okrążeniami straty do zwycięzcy. Następnie Aiden-Jones i Burgess wystawili samochód w wyścigach o mniejszym prestiżu, w tym w Grand Prix Napoli, gdzie Burgess był jednym z dziesięciu kierowców (spośród 17 samochodów obecnych na torze) i ukończył wyścig jako piąty, za dwoma fabrycznymi kierowcami Ferrari (Willym Mairessem i Lorenzo Bandinim), a także Keithem Greene na Gilby i Carlo Abate na trzyletnim Porsche. W eliminacji 2000 Guineas na torze Mallory Park, w której brali udział między innymi Jim Clark na Lotusie i John Surtees na Loli, Burgess zakwalifikował się jako ósmy z identycznym czasem co Masten Gregory (Lotus 18/21), ale finiszował jako ostatni.
Aiden-Cooper zgłosił się początkowo do Grand Prix Francji, ale wycofał to zgłoszenie, a następnie wziął udział w Grand Prix Solitude, gdzie Burgess zajął czwarte miejsce, za Danem Gurneyem, Jo Bonnierem i Trevorem Taylorem.
W Mistrzostwach Świata Formuły 1 Aiden-Cooper zadebiutował podczas Grand Prix Wielkiej Brytanii, na którą to eliminację samochód został zmodyfikowany – umieszczone z boku chłodnice zostały przeniesione do przodu. Burgess zakwalifikował się na szesnastej pozycji, przed Carelem Godinem de Beaufortem, Tonym Shellym, Tonym Settemberem, Jayem Chamberlainem i Wolfgangiem Seidelem. Wyścig Burgess ukończył na dwunastym miejscu, prawie minutę za Settemberem. W Grand Prix Niemiec Burgess ponownie zakwalifikował się z szesnastym czasem, okazując się lepszym od szesnastu kierowców, a w wyścigu był jedenasty.
Dwa następne wyścigi Aidena-Coopera miały miejsce w Skandynawii: zarówno w Kanonloppet, jak i w Grand Prix Danii na Roskilderingu, Burgess zajął piątą pozycję. Na Oulton Park International Gold Cup w kwalifikacjach Burgess był piętnasty ze stratą ponad siedmiu sekund do Richiego Ginthera, ale wycofał się z wyścigu wskutek uszkodzonego przewodu olejowego. Burgess wystartował także w kwalifikacjach do Grand Prix Włoch, ale z 25 czasem nie zakwalifikował się do wyścigu.
W tym czasie Aiden-Jones zaangażował się w plany Hugh Powella dotyczące utworzenia fabryki Scirocco na rok 1963 i porzucił projekt Aiden-Cooper.

## Wyniki w Formule 1
| Legenda oznaczeń w tabelach wyników Wyświetl szablon na nowej stronie | Legenda oznaczeń w tabelach wyników Wyświetl szablon na nowej stronie                                                                     |
| Oznaczenie                                                            | Wyjaśnienie |
| --------------------------------------------------------------------- | --- |
| Złoty                                                                 | Zwycięzca lub mistrzostwo |
| Srebrny                                                               | 2. miejsce lub wicemistrzostwo |
| Brązowy                                                               | 3. miejsce lub II wicemistrzostwo |
| Zielony                                                               | Ukończył, punktował (w klasyfikacji generalnej, gdy zdobył co najmniej jeden punkt na przestrzeni sezonu, poza trzema powyższymi opcjami) |
| Niebieski                                                             | Ukończył, nie punktował (w klasyfikacji generalnej, gdy nie zdobył co najmniej jednego punktu na przestrzeni sezonu)                      |
| Czerwony                                                              | Nie zakwalifikował się (NZ) |
| Czerwony                                                              | Nie prekwalifikował się (NPK) |
| Różowy                                                                | Nie ukończył (NU) |
| Różowy                                                                | Niesklasyfikowany (NS) (w klasyfikacji generalnej, gdy nie został sklasyfikowany w żadnym wyścigu sezonu)                                 |
| Czarny                                                                | Zdyskwalifikowany (DK) |
| Czarny                                                                | Wykluczony (WYK/EX) |
| Biały                                                                 | Nie wystartował (NW) |
| Biały                                                                 | Kontuzjowany (K/INJ) |
| Biały                                                                 | Wyścig odwołany (OD/C) |
| Bez koloru                                                            | Został wycofany (WYC/WD) |
| Bez koloru                                                            | Nie przybył (NP/DNA) |
| Bez koloru                                                            | Nie brał udziału w treningach (NT/DNP) |
| Bez koloru                                                            | Nie został zgłoszony (–) |
| Pogrubienie                                                           | Start z pole position |
| Kursywa                                                               | Najszybsze okrążenie wyścigu |
| †                                                                     | Nie ukończył, ale jego rezultat został zaliczony ze względu na przejechanie więcej niż 90% dystansu wyścigu.                              |
| *                                                                     | Sezon w trakcie |
| 1/2/3                                                                 | Punktowana pozycja w sprincie kwalifikacyjnym                                                                                             |
| Lista systemów punktacji Formuły 1                                    | |

| Sezon | Zespół                | Silnik | Kierowcy    | Wyniki w poszczególnych eliminacjach | Wyniki w poszczególnych eliminacjach | Wyniki w poszczególnych eliminacjach | Wyniki w poszczególnych eliminacjach | Wyniki w poszczególnych eliminacjach | Wyniki w poszczególnych eliminacjach | Wyniki w poszczególnych eliminacjach | Wyniki w poszczególnych eliminacjach | Wyniki w poszczególnych eliminacjach | Wyniki kierowców | Wyniki kierowców | Wyniki konstruktora | Wyniki konstruktora |
| Sezon | Zespół                | Silnik | Kierowcy    | Holandia                             | Monako                               | Belgia                               | Francja                              | Wielka Brytania                      | Niemcy                               | Włochy                               | Stany Zjednoczone                    |                                      | Pkt.             | Msc.             | Pkt.                | Msc.                |
| ----- | --------------------- | ------ | ----------- | ------------------------------------ | ------------------------------------ | ------------------------------------ | ------------------------------------ | ------------------------------------ | ------------------------------------ | ------------------------------------ | ------------------------------------ | ------------------------------------ | ---------------- | ---------------- | ------------------- | ------------------- |
| 1962  | Anglo-American Equipe | Climax | Ian Burgess | -                                    | -                                    | -                                    | -                                    | 12                                   | 11                                   | NZ                                   | -                                    | -                                    | 0                | 30               | –                   | –                   |